# Об (град)
Об (рус. Обь) град је у Русији у Новосибирској области.

## Становништво
| 1959.  | 1970.  | 1979.  | 1989.  | 2002.  | 2010.  |
| ------ | ------ | ------ | ------ | ------ | ------ |
| 14.915 | 21.948 | 24.399 | 25.014 | 24.473 | 25.382 |